# Publius Cornelius Scipio Nasica (Kr. e. 93)
Publius Cornelius Scipio Nasica (meghalt Kr. e. 93 után) római politikus, a patricius származású Cornelia gens tagja volt.
Apja a hasonló nevű Publius Nasica, Kr. e. 111 hivatali évében meghalt consulja volt. Licinia Crassát, Lucius Licinius Crassus, a jeles szónok leányát vette feleségül. Jómaga Kr. e. 93 körül volt praetor, és röviddel ezután meghalt. Gyermekét, akit szintén Publiusnak hívtak, Quintus Caecilius Metellus Pius örökbe fogadta, így Quintus Caecilius Metellus Pius Scipio néven vonult be a történelembe.
Hasonló nevű rokonaihoz lásd: Publius Cornelius Scipio (egyértelműsítő lap).

## Külső hivatkozások
- Dictionary of Greek and Roman Biography and Mythology. Szerk.: William Smith. Boston, C. Little & J. Brown, 1867.
Elérhető a Michigani Egyetem Könyvtárának honlapján: I. kötet (A–D); II. kötet (E–N); III. kötet (O–Z).